# 赤多乡
赤多乡，是中华人民共和国西藏自治区那曲市索县下辖的一个乡镇级行政单位。

## 行政区划
赤多乡下辖以下地区：
库巴村、赤雄村、塘兴村、达岗村、达囊村、定巴卡村、德央雪村、若宗卡村和宗巴卡村。